# Legend of Djel
Legend of Djel est un jeu vidéo d'aventure développé et édité par Coktel Vision. Il est sorti en 1989 sur DOS, Amiga et Atari ST.

## Accueil
- Aktueller Software Markt : 3,75/12[1]